# Chikuzen (Fukuoka)
Chikuzen (jap. 筑前町 Chikuzen-machi) ist eine Gemeinde im Landkreis Asakura der Provinz Chikuzen/Präfektur Fukuoka, Japan.

## Geschichte
Die Gemeinde Chikuzen wurde am 22. März 2005 gegründet.

## Söhne und Töchter der Stadt
- Tatsuhiko Kubo (* 1976), Fußballspieler

## Angrenzende Städte und Gemeinden
- Asakura
- Ogōri
- Chikushino
- Kama
- Iizuka
- Tachiarai